# Bremer River (vattendrag i Australien, Western Australia)
Bremer River är ett vattendrag i Australien. Det ligger i delstaten Western Australia, omkring 430 kilometer sydost om delstatshuvudstaden Perth.
Genomsnittlig årsnederbörd är 566 millimeter. Den regnigaste månaden är maj, med i genomsnitt 83 mm nederbörd, och den torraste är februari, med 13 mm nederbörd.